# رایدر (داکوتای شمالی)
رایدر(به انگلیسی: Ryder) شهری در ایالت داکوتای شمالی کشور ایالات متحده آمریکا است که جمعیت آن در سرشماری سال ۲۰۱۰ میلادی، ۸۵ نفر بوده‌است.